# Dafina Zeqiri
Dafina Zeqiri, född den 14 april 1989 i Varberg i Sverige, är en svensk-kosovoalbansk sångerska.
Dafina Zeqiri växte upp i Malmö. Som artist är hon främst känd i Albanien och Kosovo.
År 2008 deltog hon i den tionde upplagan av Kënga Magjike med låten "Baterite". Den 18 december 2011 släpptes albumet Just Me.

## Diskografi

### Album
- 2008 - Knock Down
- 2011 - I am da king